# Psychotria imthurnii
Psychotria imthurnii là một loài thực vật có hoa trong họ Thiến thảo. Loài này được Turrill miêu tả khoa học đầu tiên năm 1915.